# باكارانا
البَكَرانة أو البكارانة هو حيوان قارض يتبع إلى رتبة شيهميات الفك نادر وبطيئ الحركة، موطنه الأصلي أمريكا الجنوبية. للبكرانة جسم سمين وضخم بالنسبة لقارض، إذ يزن نحو 15 كيلو غرام (33 باوند)، وطوله 79 سم (31 إنشًا) غير متضمن الذيل ذو الفرو الثخين. ويوجد البكرانة عادة في مجموعة عائلية من أربع إلى خمسة أفراد.